# Tricypha proxima
Tricypha proxima är en fjärilsart som beskrevs av Augustus Radcliffe Grote 1867. Tricypha proxima ingår i släktet Tricypha och familjen björnspinnare. Inga underarter finns listade i Catalogue of Life.